# Aeroporto di Brazzaville - Maya-Maya
L'Aeroporto di Brazzaville-Maya Maya (IATA: BZV, ICAO: FCBB) (in francese: Aéroport de Brazzaville) è l'aeroporto principale di Brazzaville, nella Repubblica del Congo.

## Descrizione
Dotato di un discreto flusso di velivoli in entrata ed in uscita, l'aeroporto riveste una consistente fonte economica per il Paese africano.